# Mémorial aux Déportés de l'Ain
Le Mémorial aux Déportés de l'Ain est un monument situé à Nantua dans l'Ain, au bord du lac de Nantua, dédié au souvenir des 1400 déportés de l'Ain.

## Présentation
Le Mémorial est une œuvre d’art réalisée par le sculpteur Louis Leygue, né à Bourg-en-Bresse et lui-même, ancien déporté. Le mémorial a été inauguré le 6 novembre 1949.
Sur le socle du mémorial, deux plaques sont apposées : la première liste les camps de concentration nazis vers lesquels les déportés ont été envoyés ; la seconde rend hommage aux Enfants d'Izieu.

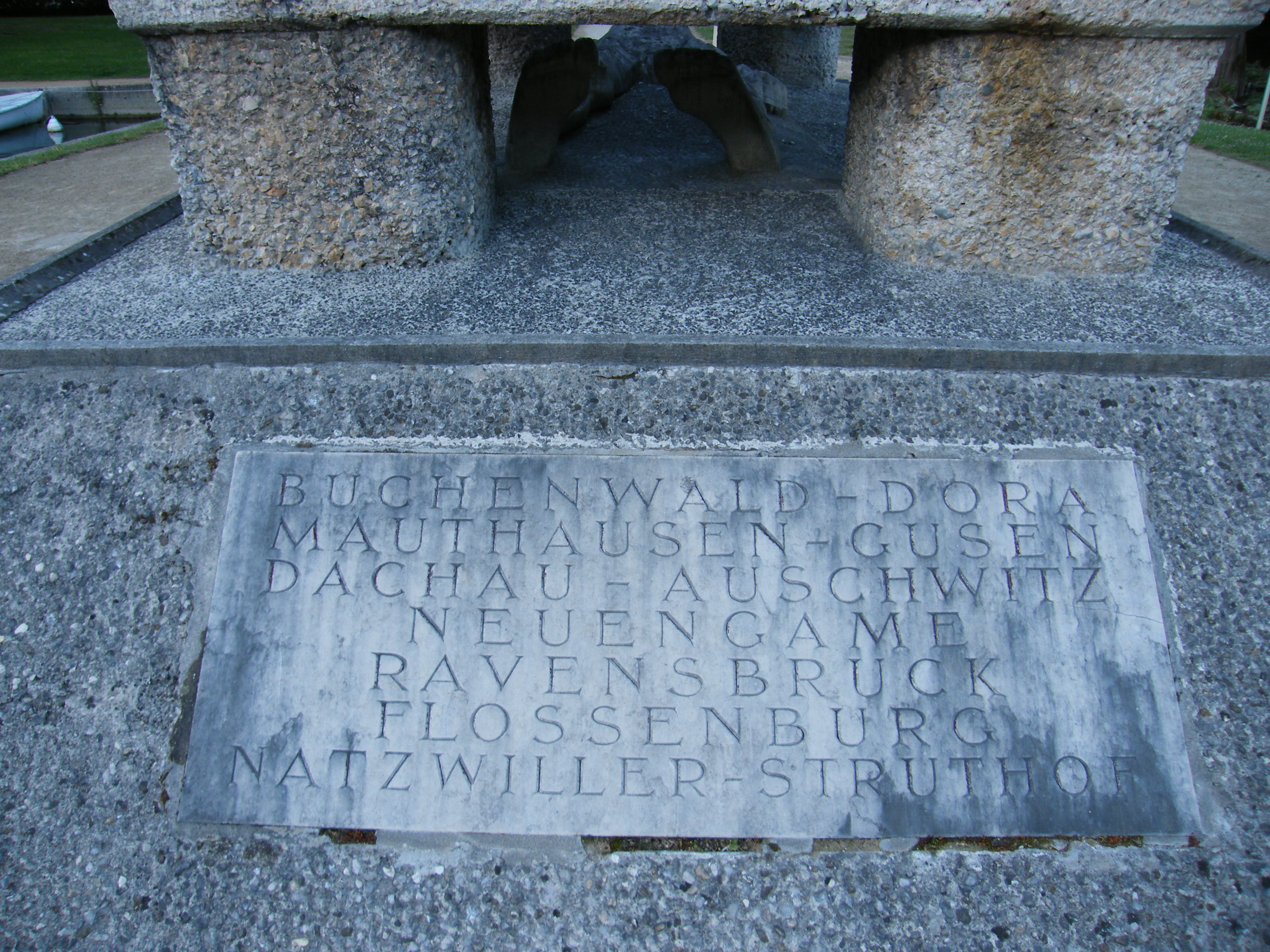
Plaque listant les camps de concentration nazis où périrent nombre de déportés.
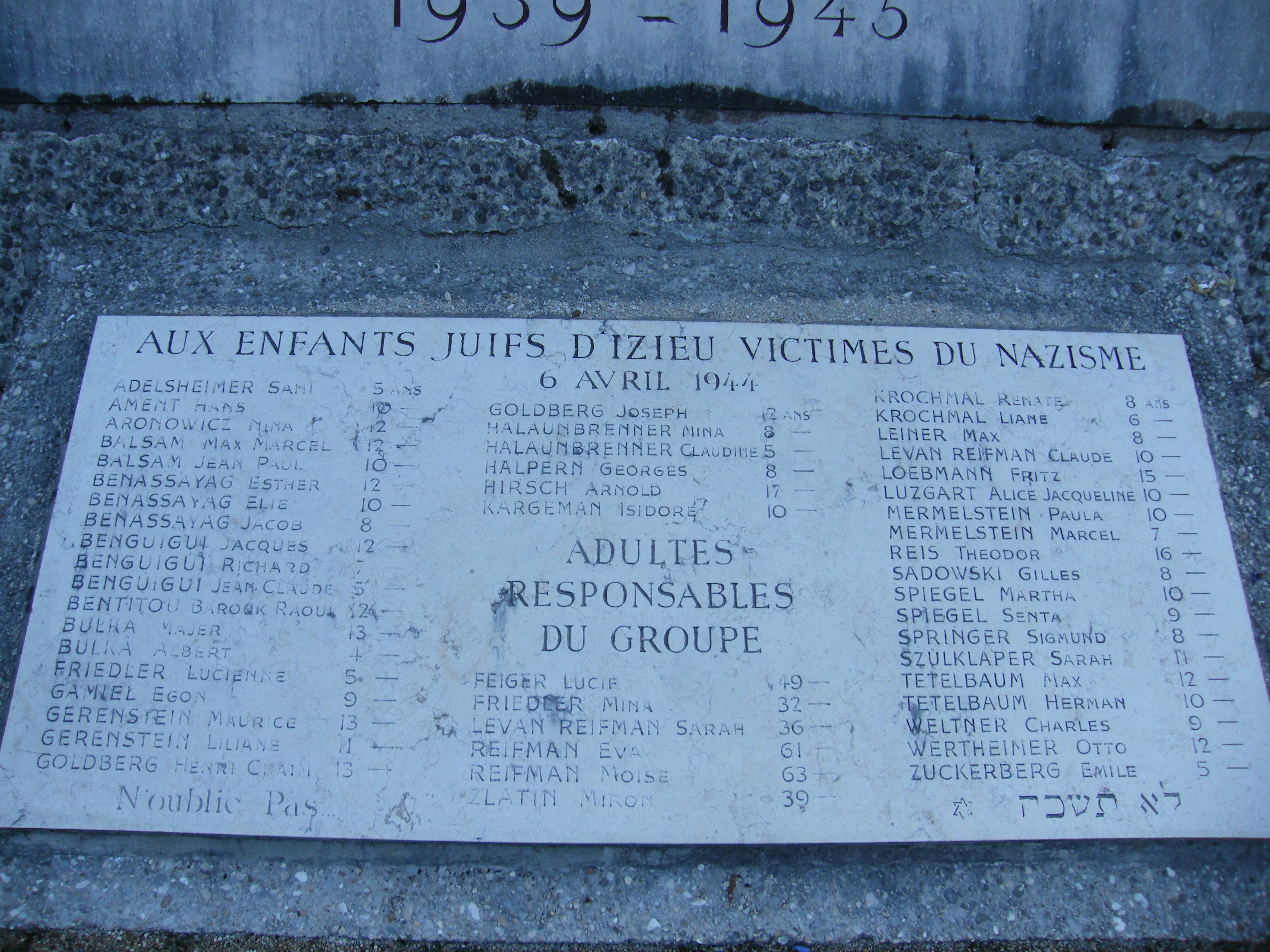
Plaque commémorative rendant hommage aux Enfants d'Izieu.
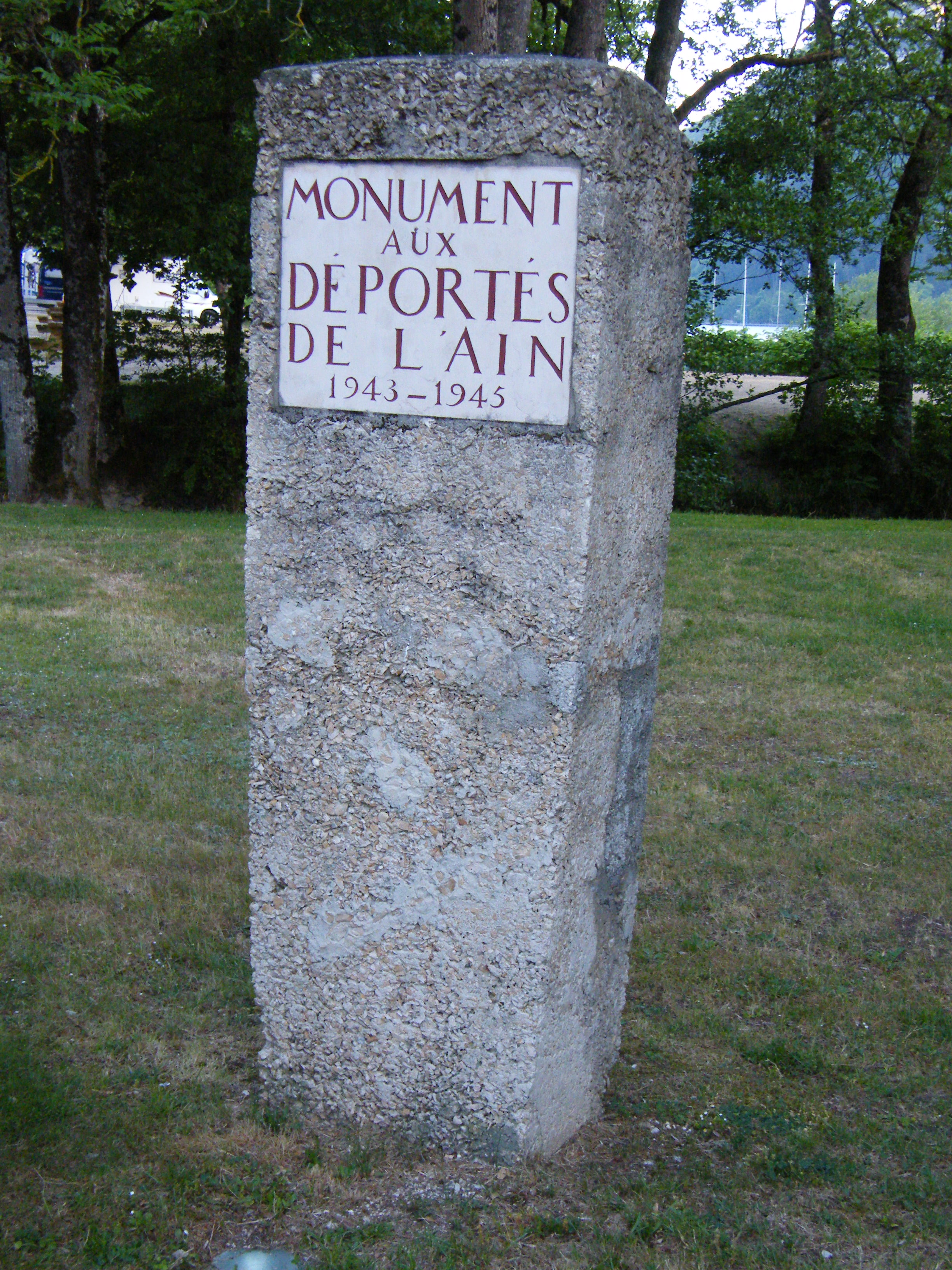
Borne indicative à proximité du mémorial.